# Persil

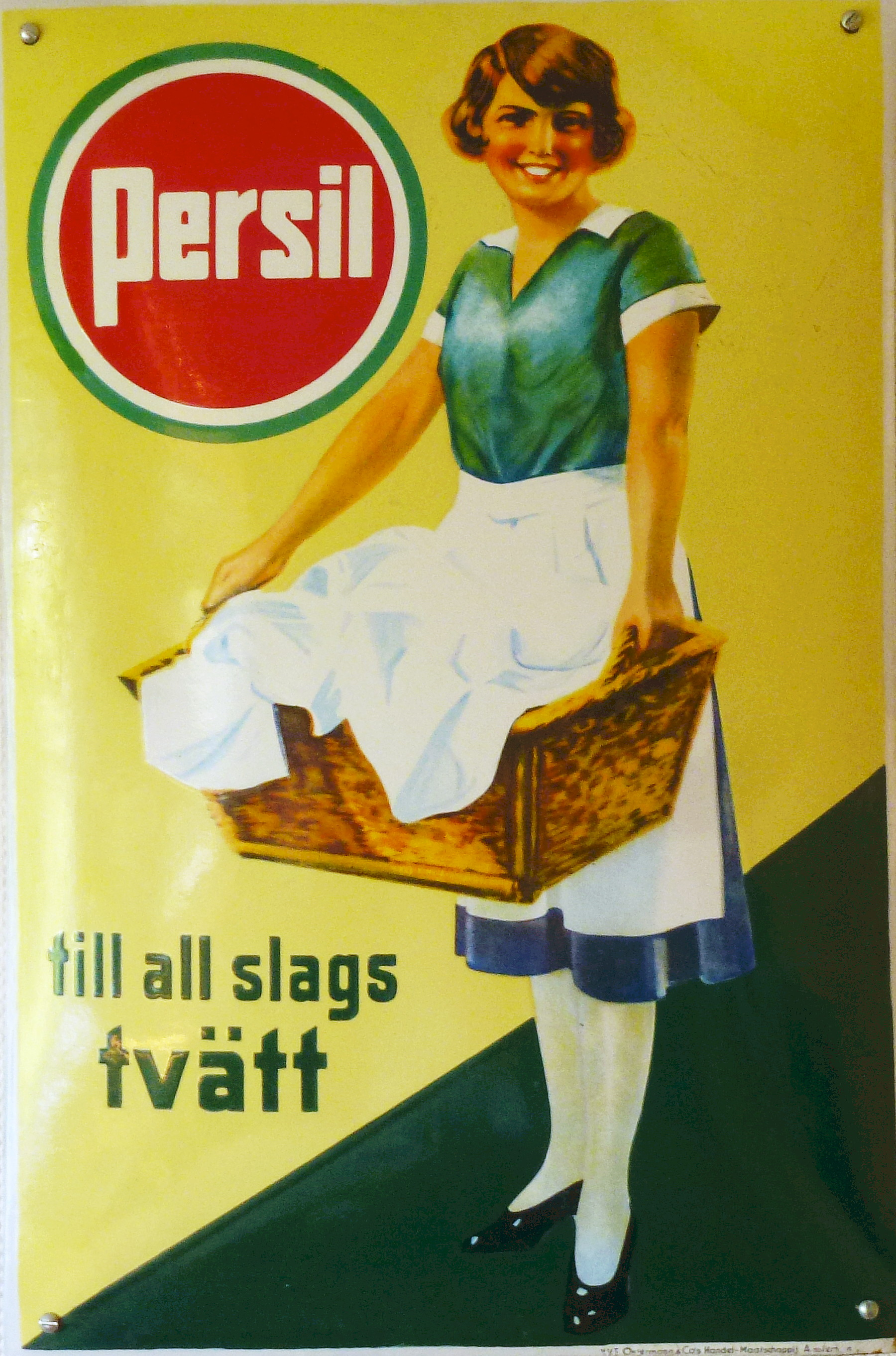
Äldre emaljskylt för Persil.

Persil är ett tvättmedel tillverkat av Henkel och Unilever. Det började säljas 1907 och blev snabbt ett känt tvättmedel i Tyskland och övriga Europa. Namnet är bildat ur Natriumperborat och Natriumsilikat. Företaget tillverkade även tvättmedel med namnen Sil och Helios.
Efter andra världskriget kom Persil att tillverkas av olika företag och Henkel förlorade sin Persil-fabrik i Genthin. Den beslagtogs av den sovjetiska ockupationsmakten och i Östtyskland skapades det folkägda företaget VEB Persil-Werk i Genthin medan Henkel fortsatte tillverkningen i Västtyskland. 1968 bytte man i Östtyskland namn till Spee. År 1990 köpte Henkel tillbaka Persil/Spee-fabriken i Genthin. I Frankrike, Storbritannien och Irland är det Unilever som äger rättigheten till märket Persil.
I Sverige såldes Persil åtminstone från 1923. Det svenska dotterbolaget Henkel Kemiskt-Tekniskt A.-B. etablerades 1925 och köpte 1931 fabriken Helios. Efter andra världskriget ställdes Henkel-Helios under Flyktkapitalbyrån, vilket slutade med att företaget 1948 såldes till Kooperativa förbundet. KF fortsatte därefter sälja Persil under 1950-talet. Tyska Henkel ville dock ha tillbaka rätten till namnen Persil och Henkel och stämde därför KF år 1960. Det slutade 1962 med en förlikning där KF lät Henkel köpa tillbaka rätten till namnen. Henkel-Helios bytte namn till Helios och uppgick 1976 i Nordtend.